# Circolo Antico tiro a volo
Il Circolo Antico tiro a volo è un impianto sportivo polivalente di Roma. Il circolo fu teatro della prova di fossa olimpica di tiro durante i Giochi della XVII Olimpiade, disputati a Roma nel 1960; per l'evento furono installate tribune provvisorie, per una capienza di 2 000 spettatori.

## Storia
Nel 1893 sul lungotevere delle Navi nacque il Circolo di tiro a volo Lazio, che si trasferì nel 1907 nella sede di Piazzale delle Muse e, dopo pochi mesi, nella vicina via Eugenio Vajna 21. L'importanza di questo comprensorio sportivo e sociale si confermò nei decenni successivi ed era tale che la gara del Tiro a Volo delle Olimpiadi del 1960 si svolse proprio in questa sede. La gara di fossa olimpica si svolse in un impianto, completamente ripristinato e dotato delle più moderne macchine di lancio, ricoprendo un'area di poco superiore ai 5.500 metri quadri con uno spazio riservato al pubblico con possibilità di ricezione per circa 2.000 persone, parte delle quali sistemate su un'ampia terrazza ricavata sopra l'edificio sociale.
E in quella sede rimase fino a quando il Comune di Roma non ne richiese il trasferimento nella via Tiberina a causa dell’incompatibilità con lo sviluppo urbanistico dell’area e la relativa consistente crescita edilizia, con abitazioni civili e quindi con incremento della popolazione residente. Pertanto la sede cadde in abbandono.
Nel 1989 il Circolo venne restituito, in concessione demaniale, agli ex soci e, dopo tre anni e mezzo dì lavori si presentò come una struttura polivalente con palestra, campi da tennis e da calcetto, diversi percorsi da allenamento per il golf, una grande piscina all'aperto.
In occasione dei Campionati mondiali di nuoto 2009, svolti a Roma, è stata inaugurata una nuova piscina coperta.

## Eventi ospitati

### Giochi olimpici
Durante i Giochi della XVII Olimpiade, noti anche come Roma 1960 e svolti nella capitale Italiana dal 25 agosto all'11 settembre 1960, il Campo di tiro a volo Lazio ha ospitato i seguenti eventi:
- Tiro, per la sola competizione di fossa olimpica.[5]